# Dave Randall
Dave Randall (Memphis, 8 mei 1967) is een voormalig tennisspeler uit de Verenigde Staten, die tussen 1990 en 1998 actief was in het professionele circuit.
Randall was vooral succesvol in het mannendubbelspel, waarin hij drie ATP-toernooien op zijn naam schreef en in nog eens acht finales stond.